# Fédération néo-zélandaise de curling
La Fédération néo-zélandaise de curling (New Zealand Curling Association) organise le curling en Nouvelle-Zélande et met en place un système de classement et de compétition national. Présidée par Darren Carson, elle est affiliée à la Fédération mondiale de curling.
Si les principaux clubs sont le Auckland Curling Club et le Dunedin Curling Club, la pratique de ce sport est la plus importante dans les plaines du Maniototo, zone où le curling est introduit par des mineurs écossais dès les années 1860.